# Herczeg Tamás (menedzser)
Herczeg Tamás (további megnevezése rendezőként: Herczeg T. Tamás) (Szeged, 1973 –) Bánffy-díjas magyar művészeti menedzser, színházrendező, egyetemi docens.

## Életútja
Herczeg Tamás PhD., Bánffy-díjas művészeti menedzser, színházrendező, egyetemi oktató, a Szegedi Tudomány Egyetem BBMK címzetes főiskolai docense a Színház- és Filmművészeti Egyetem. Színházművészeti Intézetének vezetője, egyetemi docens. 
Alapdiplomáját tekintve pedagógus-nevelőtanár (SZTE), majd drámapedagógusként diplomázott (SZFE), mindemellett kulturális menedzser (SZTE, BTK), valamint reklám- és marketingmenedzser végzettséget is szerzett. A Marosvásárhelyi Művészeti Egyetemen szerzett doktori fokozatot és ugyanitt színházrendező diplomát Bocsárdi László osztályában. 
Szakterülete a művészeti menedzsment, művészeti intézmény-irányítás, a kulturális marketing. A művészeti irányítás mellett alkotóként, kreatív producerként és rendezőként is vállal feladatokat.
Szakmai pályafutásának legfontosabb állomása az ország legnagyobb befogadóképességű előadó-művészeti játszóhelye a Szegedi Szabadtéri Játékok. A szervezet üzemeltetésében létrejött REÖK (Regionális Összművészeti Központ) alapító igazgatója. A Szabadtéri támogatásával megalapított Mezzo Operaverseny és Fesztivál egyik ötletgazdája. Vezetése alatt a Szegedi Szabadtéri népszerűsége szárnyalt, sokszorosára nőtt a nézőszám és a bevétel, technikailag megújultak a játszóhelyek, világsztárokat szerződtetett, elsőként Gérard Depardieu. Tevékenységéhez kötődik a Játékok első Wagner bemutatója, Shakespeare és Moliére sorozatai.
Herczeg Tamás a Szegedi Szabadtéri Nonprofit Kft. igazgatásáról Harangozó Gyula művészeti igazgatóval közösen, 2021. január 19-én mondott le a fenntartó modellváltási szándéka miatt, amellyel megszüntette a Szegedi Szabadtéri Játékokat működtető szervezetet.
Színpadi rendezései nemzetközi turnén és fesztiválon is bemutatkoztak európai városokban és a tengeren túl is, így Londonban, Párizsban, New Yorkban, Brüsszelben, Bukarestben, Pozsonyban, Isztambulban, és az Avignoni Színházi Fesztiválon  
2026 január 1-től a Békéscsabai Jókai Színház igazgatója.

## Tanulmányai
- Marosvásárhelyi Művészeti Egyetem- színházrendező
- Marosvásárhelyi Művészeti Egyetem- doktori iskola, PhD.
- Színház- és Filmművészeti Egyetem- drámapedagógus
- Szegedi Tudományegyetem- BTK kulturális menedzser
- Szegedi Tudományegyetem – JGYTF pedagógus nevelőtanár
- Rendelkezik továbbá felsőfokú reklám és marketing menedzser, valamint üvegműves szakképesítéssel

## Munkahelyei
- Színház- és Filmművészeti Egyetem- egyetemi oktató (2021- ) / Sinkovits Imre Színházművészeti Intézet intézetvezetője, egyetemi docens (2022- )
- Szegedi Szabadtéri Játékok és Fesztiválszervező Nonprofit Kft. – igazgató (2013 – 2021) /  igazgatóhelyettes és REÖK igazgató (2006–2011)
- Thália Színház Nonprofit Kft. – operatív igazgató (2012–2013)
- Magyar Állami Operaház. – mb. stratégiai igazgató- kulturális menedzser (2011–2012) / kommunikációs- és marketingigazgató (2005–2006)
- Budapesti Operettszínház.- marketingigazgató (2001–2005)
- Szegedi Nemzeti Színház és Szabadtéri Játékok – marketing ügyvezető (2000)
- Békéscsabai Jókai Színház- marketing menedzser (1999)

## Fontosabb művészeti, alkotó tevékenységek
Rendező, kreatív producer, színész:
- Zalán Tibor: Idegenek és ismerősök (rendező) − Békéscsabai Jókai Színház, 2024. betekintő, link
- Herczeg T. Tamás  – Czene-Polgár Donáth: Moliėre: Képzelt beteg (rendező) Szegedi Pinceszínház 2024. 3 perces betekintő link:
- Színházi rendezések, 10 perces vegyes betekintő link:
- Benedek Elek- Szente Éva: Az égig érő fa (rendező) Békéscsabai Jókai Színház 2023.
- Sinkó Adrienn: Tihany tündér (rendező) Békéscsabai Jókai Színház 2022.
- SZESZA 90 dokumentumfilm (kreatív producer) IMDB, https://www.imdb.com/name/nm12915502/).  2021.
- Parti Nagy Lajos: Moliėre: Scapin fúrfangja i (rendező) Újszegedi Szabadtéri Színpad 2021.
- Bodolay Géza: Ájvonne a berliminszki menyasszony (rendező) REÖKStúdió 2021.
- Parti Nagy Lajos: Moliėre: Úrhatnám polgár 1. felvonás, 2.felvonás  (rendező) Újszegedi Szabadtéri Színpad 2020.
- Bodolay Géza: Alfred Jarry: Übü a király, a zabszurd (rendező) REÖKStúdió 2020.
- Ajándékkoncert (rendező) Szegedi Szabadtéri Dóm tér 2020.
- Akárki (kreatív producer) Szegedi Szabadtéri Dóm tér 2020.
- Moliėre: Don Juan (társrendező). 1 felvonás 2.felvonás Újszegedi Szabadtéri Színpad 2019.
- Ajándékkoncert (rendező) Szegedi Szabadtéri Dóm tér 2019.
- Sławomir Mrożek: Rendőrség- avagy a helyzet egyre hülyébb 1.felfonás, 2.felvonás, (rendező)  REÖKStúdió 2019.
- Parti Nagy Lajos: Moliėre: Úrhatnám polgár (rendező) 1. felvonás, 2.felvonás Szegedi Szabadtéri REÖK Szabadtéri 2018.
- Ajándékkoncert (rendező) Szegedi Szabadtéri Dóm tér 2018.
- Bäck Manci fotográfiaia kiállítás (rendező) REÖK 2018.
- Parti Nagy Lajos: Moliėre: Tartuffe (rendező) [[REÖKStúdió]] Stúdió 2017.
- Ajándékkoncert (rendező) Szegedi Szabadtéri Dóm tér 2017.
- Lanczkor Gábor: Vérpanoráma (rendező) REÖKStúdió 2016.
- Ajándékkoncert (rendező) Szegedi Szabadtéri Dóm tér 2016.
- Verdi: Álarcosbál (kreatív producer) Szegedi Szabadtéri Dóm tér 2015.
- Kodály: Háry János (kreatív producer) Szegedi Szabadtéri Dóm tér 2014. : https://youtu.be/JjY4lLsionk
- Webber: Jézus Krisztus Szupersztár, Kajafás szerepe (színész) Musical Színház 2000-2001.
- CD lemez: Webber, Kajafás (énekes) [Jézus Krisztus Szupersztár-musicalválogatás], Kajafás (énekes) Kiadó: E.Z.S. Music 2000. ':https://youtu.be/rpjkI-2VzQo

Kiállítások:
Saját alkotásokból- üvegkisplasztikák: Szegedi Nemzeti Színház, 1999, Méh Rt.- Szeged, 1999, Erkel Galéria 2000, 2001.

## Oktatói tevékenység
- Színház- és Filmművészeti Egyetem (rendezőasszisztens képzés, osztályvezető)
- Szegedi Tudományegyetem- BBMK (magánének, színpadi gyakorlat oktató)
- Szegedi Tudományegyetem- ZMK (zenei menedzsment, oktató)
- Werk Akadémia (felkért előadó) (rendezvény- és fesztiválmenedzsment, 2020. (rendezvény- és fesztiválmenedzsment)
- Budapesti Kommunikációs és Üzleti Főiskola, 2008. (kulturális menedzsment), 2012. (kreatív event menedzsment), 2015. (rendezvény- 	és fesztiválmenedzsment)
- Szegedi Tudományegyetem JGYPK (felkért előadó) 2007., 2008., 2009. (kulturális menedzsment)
- Pannon Egyetem Színháztudományi Tanszék (felkért előadó) 2003., 2004. (színházmarketing)

## Díjai, elismerései
- Bánffy Miklós-díj (2016)[14]
- Szegedi Tudományegyetem, Sófi Alapítvány a Szegedi Tehetségekért Díja (2018)
- Címzetes főiskolai docens ( Szegedi Tudományegyetem, BBMK 2020.)
- Magyar Művészeti Akadémia Művészeti Ösztöndíja (2021–2024)
- Csongrád-Csanád Megye Alkotói Díj (2021.)
- A turizmus 50 legfontosabb szereplője (2020.)

## Fontosabb publikációk
- AZ ORSZÁG LEGDINAMIKUSABBAN FEJLŐDŐ SZÍNHÁZA A SZEGEDI SZABADTÉRI  Herczeg Tamás írása, Szeged folyóirat 2020.12.10. http://szegedfolyoirat.sk-szeged.hu/2020/12/10/herczeg-tamas-az-orszag-legdinamikusabban-fejlodo-szinhaza-a-szegedi-szabadteri/
- XVII. TÁBLAKÉP- FESTÉSZETI BIENNÁLÉ (szerkesztő), A Szegedi Szabadtéri Nonprofit Kft. kiadása, Szeged, 2018., 98. o., ISBN 978-615-809-23-2-6
- A REÖK ELSŐ ÉVTIZEDE 2007-2017. (szerző) A Szegedi Szabadtéri Nonprofit Kft. kiadása, Szeged, 2018., 208. o. ISBN 978-615-80923-1-9
- A MŰALKOTÁS MINT LÁTVÁNY Konferenciakötet IV. (szerkesztő), A Szegedi Szabadtéri Nonprofit Kft. kiadása, Szeged, 2017., 93. o., ISBN 978-963-88394-9-7
- SZEGEDI SZECESSZIÓ MADÁRTÁVLATBÓL (társszerkesztő) A Szegedi Szabadtéri Nonprofit Kft. kiadása, Szeged, 2017. ISBN 978-615-80923-0-2
- XXXIX.NYÁRI TÁRLAT (szerkesztő), A Szegedi Szabadtéri Nonprofit Kft. kiadása, Szeged, 2017., 100. o.
- KELEMEN LÁSZLÓ SZEGEDEN Konferenciakötet II. (szerkesztő), In.: Megtérül-e a kulturális befektetés? Konferencia-előadás, a kötetben önálló tanulmány. A Szegedi Szabadtéri Nonprofit Kft. kiadása, Szeged, 2015., 173. o., ISBN 978-963-88394-6-6
- EMLÉKKONFERENCIA SHAKESPEARE 400 – SZABADTÉRI JÁTÉKOK 85. Konferenciakötet III. (szerkesztő). In.: A 85 éves Szabadtéri Játékok. Konferencia-előadás, a kötetben önálló tanulmány. A Szegedi Szabadtéri Nonprofit Kft. kiadása, Szeged, 2016., 115. o., ISBN 978-963-88394-7-3
- A SZEGEDI SZABADTÉRI JÁTÉKOK 85 ÉVE (szerző) Szegedi Szabadtéri Nonprofit Kft. kiadása, Szeged, 2016., 363. o., ISBN 978-963-88394-8-0
- SZÍNHÁZVEZETÉS (szerző) Szegedi Szabadtéri Nonprofit Kft. kiadása, Szeged, 2014., 304. o., ISBN 978-963-88394-4-2
- TÉR, MŰVÉSZET, SZELLEMISÉG Konferenciakötet I. (szerkesztő), In.: A szabadtéri Játékok mai működése. Konferencia-előadás, a kötetben önálló tanulmány. A Szegedi Szabadtéri Nonprofit Kft. kiadása, Szeged, 2014., 184. o., ISBN 978-963-88394-5-9
- ÚJ SZEMLÉLETEK A SZÍNHÁZI INTÉZMÉNYVEZETÉSBEN . Herczeg Tamás írása, Symbolon Színháztudományi Szemle, XI. évfolyam 24. szám, 28 – 39. oldalak, 2013, Temesvár, Románia
- A SZEGEDI SZABADTÉRI JÁTÉKOK TÖRTÉNETE, 2004-2009. (társszerző) A Szegedi Szabadtéri Játékok kiadása, Szeged, 2010. 153. o. ISBN 978-963-88394-2-8
- SZEGEDI SZABADTÉRI JÁTÉKOK TURISZTIKAI JELENTŐSÉGE ÉS LÁTOGATÓINAK JELLEMZŐI[halott link] Herczeg Tamás írása, Turizmus Bulletin XIII. évfolyam 3. szám, 2009.